# Saint-Maclou-de-Folleville
Saint-Maclou-de-Folleville ist ein Ort und eine französische Gemeinde mit 609 Einwohnern (Stand: 1. Januar 2022) im Département Seine-Maritime in der Region Normandie. Die Gemeinde gehört zum Arrondissement Dieppe und zum Kanton Luneray (bis 2015 Kanton Tôtes). Die Einwohner werden Tôtais genannt.

## Lage
Saint-Maclou-de-Folleville liegt im Pays de Caux etwa 38 Kilometer nördlich von Rouen am Scie. Umgeben wird Saint-Maclou-de-Folleville von den Nachbargemeinden Vassonville und Saint-Denis-sur-Scie im Norden, Montreuil-en-Caux im Osten, Saint-Victor-l’Abbaye im Süden und Südosten, Fresnay-le-Long im Süden, Varneville-Bretteville im Südwesten sowie Tôtes im Westen.
Durch die Gemeinde führt die frühere Route nationale 29 (heutige D929).

## Bevölkerungsentwicklung
| Jahr                      | 1962 | 1968 | 1975 | 1982 | 1990 | 1999 | 2006 | 2013 |
| Einwohner                 | 492  | 450  | 435  | 464  | 506  | 515  | 540  | 640  |
| Quelle: Cassini und INSEE |      |      |      |      |      |      |      |      |

## Sehenswürdigkeiten
- Kirche Saint-Maclou aus dem 11. Jahrhundert
- Ruinen des Schlosses von Saint-Maclou-de-Folleville aus dem 16. Jahrhundert
- Wassermühle